# Sol (mitologia rzymska)
Sol (łac. Sol, Helius ‘Słońce’, gr. Ἥλιος Hēlios ‘Słońce’) – w mitologii rzymskiej bóg Słońca; utożsamiany z greckim Heliosem.
Pierwotnie był bóstwem sabińskim. Sprowadzenie jego kultu do Rzymu (równocześnie z kultem Luny) przypisywano Tytusowi Tacjuszowi. Kult bóstwa sprawowany był przez sabiński ród Aureliuszów.
Kult bóstwa w połączeniu z wpływami religii wschodnich (El Gabal, Mitra) doprowadził do powstania w III wieku nowego kultu synkretycznego Słońca Niezwyciężonego (Sol Invictus).
W sztuce starożytnego Rzymu najczęściej przedstawiano go na wzór greckiego Heliosa, to jest z promienistą aureolą wokół głowy lub promienistą koroną na głowie, na złotym rydwanie zaprzężonym w cztery konie.
Obdarzono go przydomkiem Indiges, a jego święto obchodzono 8 sierpnia. Wzniesiono ku jego czci świątynię na Kwirynale oraz ołtarz w Circus Maximus.
Od słowa Sol pochodzi nazwa solarny (słoneczny).